# Museu das Migrações e das Comunidades
Das Museu das Migrações e das Comunidades  in Fafe, Portugal eröffnete im Juli 2001 als Migrationsmuseum.
Nach der portugiesischen kolonialen Migration zwischen dem 16. und 18. Jahrhundert wanderten zwischen 1855 und 1914 fast 1,3 Millionen Portugiesen aus. Im Jahr 2000 lebten etwa 4,8 Millionen portugiesische Staatsbürger im Ausland. Das portugiesische Außenministerium ging Ende 2017 insgesamt von etwa 15 Millionen portugiesischstämmigen Menschen im Ausland aus, andere Quellen gehen unter Einbezug der Enkelgeneration von weit über 30 Millionen aus.
Auch aus Fafe wanderten viele Portugiesen aus und kehrten teilweise wieder zurück. Die Spuren dieser portugiesischen Migration werden von dem Museum dokumentiert.

## Physisches Museum
Hauptort der physischen Ausstellung ist die Casa Museu, eines der vielen Herrschaftshäuser (Brasilianerhäuser) der aus Brasilien wohlhabend zurückgekehrten Emigranten. Daneben gibt es historische Standorte (Sitios Históricos), wie ein Wasserkraftwerk, ein Krankenhaus, Fabriken, öffentliche Spazierwege, deren Entstehung auf die Rückkehr von „Brasilianern“ zurückgehen, und die besichtigt werden können. Im historischen Archiv (Arquivo Histórico) werden Dokumente wie Schiffslisten, Listen von Reisepässen, Aufenthalts- und Arbeitserlaubnisse, Briefe usw. sowie Gegenstände aufbewahrt.

## Virtuelles Museum
Mit dem Internet wird die Möglichkeit genutzt, digitale Medien und große Datenmengen zugänglich zu machen. Dabei bietet das Museum die folgenden virtuellen Räume an:
- Raum der Erinnerung (Sala da Memória) zeigt die symbolischen und sichtbaren Spuren der Emigration wie Architektur, soziale, kulturelle und wirtschaftliche Aktivitäten in den Zielländern.
- Raum der Diaspora (Sala da Diáspora) ist eine Datenbank zum Verständnis und zum Auffinden von Informationen über portugiesische Gemeinschaften und Einzelpersonen im Ausland (Diaspora).
- Raum der Vorfahren (Sala da Ascendéncia) für die Genealogie.
- Raum der Gesellschaften (Sala das Comunidades) ist den Vereinigungen und dem portugiesischen Vereinswesen im Migrationskontext gewidmet.
- Raum der Lusophonie (Sala da Lusofonia) befasst sich mit den Auslandswerken der portugiesischen Sprache.
- Raum des Wissens (Sala do Conhecimento) zeigt neben wissenschaftlichen Abhandlungen über Kolonisierung und Emigration auch Arbeiten aus den verschiedensten wissenschaftlichen Bereichen.

## Weblink
- Museu das Migrações e das Comunidades  Informationen der Stadt Fafe